# Cyathea cruciata
Cyathea cruciata är en ormbunkeart som först beskrevs av Nicaise Augustin Desvaux, och fick sitt nu gällande namn av Lehnert. Cyathea cruciata ingår i släktet Cyathea och familjen Cyatheaceae. Inga underarter finns listade.